# SM Station
SM Station é um projeto de música digital da gravadora sul-coreana S.M. Entertainment. A S.M. comprometeu-se a lançar um single toda sexta-feira durante um ano, a partir de 3 de fevereiro de 2016.

## História
SM Station foi anunciado pelo presidente fundador Lee Soo-man como parte do projeto "Neo Culture Technology" da SM Entertainment durante uma conferência de imprensa em 27 de janeiro de 2016. O objetivo é mostrar os artistas e produtores da SM Entertainment, além de incluir colaborações com artistas fora do rótulo. O projeto começou em 3 de fevereiro de 2016 com o lançamento de seu primeiro single "Rain" de Taeyeon. A música foi bem sucedida, superando a Gaon Digital Chart na Coréia do Sul e conquistando o primeiro lugar no programa musical semanal Inkigayo. Os singles subsequentes que entraram no top 10 da Gaon Digital Chart incluem "Spring Love" de Wendy e Eric Nam, "The Day" de Baekhyun e K.Will, "No Matter What" de BoA e Beenzino, "Dancing King" de EXO e Yoo Jae-suk, "Always in My Heart", de Joy e Seulong, e "Sweet Dream", de Kim Hee-chul e Min Kyung-hoon. "Rain" e "Spring Love" receberam várias indicações nos prêmios de música de fim de ano, entre os quais "Rain" ganhou um Digital Bonsang no 31º Golden Disk Awards e "Sweet Dream" ganhou um Best Rock Song no Melon Music Awards. A primeira temporada terminou em 3 de fevereiro de 2017 com o 52º single "Curtain" de Suho.
Em fevereiro de 2017, a SM Entertainment anunciou a segunda temporada da SM Station que, segundo a gravadora, contaria com colaborações com músicos estrangeiros, assim como seus projetos anteriores, como SM the Ballad, SM the Performance, Summer Vacation e Winter Garden. Começou em 31 de março de 2017 com o primeiro single "Would U" da Red Velvet. Em 6 de abril de 2017, a SM Entertainment lançou uma coletânea intitulada SM Station Season 1, que contém os 52 singles da primeira temporada e cinco faixas bônus. O álbum é empacotado como um conjunto de quatro CDs que inclui um álbum de fotos com cortes nos bastidores. A segunda temporada foi concluída em 6 de abril com "New Heroes" pelo membro do NCT, Ten.
Em agosto de 2018, a SM Entertainment anunciou a terceira temporada, intitulada Station X 0 (Station Young), em colaboração com a marca de celulares 0 (Young) da SK Telecom. Segundo o SM, a Station X 0 é um projeto cultural para a geração jovem. O primeiro trailer do projeto foi lançado em 1 de agosto, o logotipo do projeto incluiu uma pequena figura de Baekhyun do EXO. Em 2 de agosto, o segundo trailer da Station X 0 foi lançado, com o logotipo incluindo uma pequena figura de Taeyeon do Girls' Generation. No mesmo dia, foi anunciado que o primeiro projeto da Station X O será uma colaboração entre Taeyeon e MeloMance, programado para ser lançado em 10 de agosto. Em 3 de agosto, o terceiro trailer foi lançado.

## Discografia
- SM Station Season 1 (2016-17)
- SM Station Season 2 (2017-18)

## Prêmios e indicações
| Ano  | Prêmio                  | Categoria                          | Artistas                      | Trabalho nomeado | Resultado |
| ---- | ----------------------- | ---------------------------------- | ----------------------------- | ---------------- | --------- |
| 2016 | Melon Music Awards      | Best Ballad Song                   | Taeyeon                       | "Rain"           | Indicado  |
| 2016 | Melon Music Awards      | Song of the Year                   | Taeyeon                       | "Rain"           | Indicado  |
| 2016 | Mnet Asian Music Awards | Best Vocal Performance Female Solo | Taeyeon                       | "Rain"           | Indicado  |
| 2016 | Mnet Asian Music Awards | HotelsCombined Song of the Year    | Taeyeon                       | "Rain"           | Indicado  |
| 2016 | Mnet Asian Music Awards | HotelsCombined Song of the Year    | Eric Nam x Wendy              | "Spring Love"    | Indicado  |
| 2016 | Mnet Asian Music Awards | Best Collaboration                 | Eric Nam x Wendy              | "Spring Love"    | Indicado  |
| 2016 | Mnet Asian Music Awards | Best Collaboration                 | BoA x Beenzino                | "No Matter What" | Indicado  |
| 2017 | Golden Disc Awards      | Digital Bonsang Award              | Taeyeon                       | "Rain"           | Venceu    |
| 2017 | Gaon Chart K-Pop Awards | Song of the Year (Fevereiro)       | Taeyeon                       | "Rain"           | Indicado  |
| 2017 | Gaon Chart K-Pop Awards | Song of the Year (Setembro)        | Yoo Jae-suk x EXO             | "Dancing King"   | Indicado  |
| 2017 | Gaon Chart K-Pop Awards | Song of the Year (Novembro)        | Kim Hee-chul x Min Kyung-hoon | "Sweet Dream"    | Venceu    |

### Programas de música

#### Inkigayo
| Ano  | Data            | Canção |
| ---- | --------------- | ------ |
| 2016 | 14 de fevereiro | "Rain" |